# Стэнсфилд, Лиза
Ли́за Джейн Стэ́нсфилд  (/ˈliːsə/) (англ. Lisa Jane Stansfield; род. 11 апреля 1966) — британская певица, которая стала известной в 1989 году, записав свой дебютный альбом Affection.

## Биография и ранняя карьера
Родилась в Хейвуде, Ланкашир, Великобритания, но вскоре переехала в Рочдейл, где училась в школе Redbrook. В 1982 году впервые появилась на телевидении в программе канала Granada TV «The Head of Light Entertainment», где выиграла в конкурсе, исполнив песню группы Human League «The Things That Dreams Are Made Of». Продюсером конкурса был Джонни Хамп. В это же время Стэнсфилд заключила контракт с Polydor.
После выпуска нескольких неуспешных синглов в подростковом возрасте, она стала одной из ведущих детского телешоу Razzamatazz вместе с Алистэром Пирри. В 1983 году снималась в детском сериале The Krankies Klub вместе с комиком Джимми Крикетом и рок-группой Rocky Sharpe and the Replays. В том же году она встретилась со школьными друзьями Йеном Девани и Энди Моррисом в местном клубе. Вместе они начали писать песни, записывать демо, что привело к заключению контракта с маленькой звукозаписывающей компанией Rockin' Horse Records в 1985 году. Группа называлась Edie Bopp, но вскоре была переименована в Blue Zone. Первые два сингла группы были неуспешными, однако третий сингл «Thinking About His Baby» с би-сайдом «Big Thing» был популярным. Радиостанция Kiss-FM стала включать «Big Thing» в эфир, и песня стала популярной в клубах. За первую неделю сингл был продан тиражом 10.000 копий. Одноимённый альбом был записан в течение года, однако сильно отличался от того, что хотели сами музыканты. В 1992 году исполнила песню "Someday (I'm Coming Back)" к фильму Телохранитель, который продюсировал Дэвид Фостер.
Энди и Йен работали с продюсерами Мэттом Блэком и Джонатаном Муром (Coldcut) над песней «Stop This Crazy Thing». Они сообщили продюсерам о вокальных способностях Стэнсфилд, и в 1989 году записали с певицей песню «People Hold On», которая попала на 11-е место чарта Великобритании. Благодаря успеху сингла Стэнсфилд заключила контракт с Arista.

## Прорыв
Прорывом певицы стала песня с альбома 1989 года Affection «All Around the World», которая достигла третьего места в чарте Америки Billboard Hot 100 и первого — в Великобритании. Также популярными оказались песни «This Is the Right Time», «Live Together», «What Did I Do to You» и «You Can’t Deny It». «All Around the World» стала второй песней, записанной белокожей певицей (после «Ooo La La La» Тины Мари в 1988 году), возглавлявшей Billboard R&B Chart. «You Can’t Deny It» также возглавляла этот чарт. Affection стал платиновым в США и был продан тиражом 5 млн копий по всему миру.
В 1990 году Стэнсфилд была одной из известнейших артисток, участвовавших в записи диска Red Hot + Blue, восхваляющего талант Кола Портера; деньги с продаж пошли на исследование СПИДа. Она спела песню «Down in the Depths», продемонстрировав свои вокальные способности в области свинга и джаза. В 1992 году она получила BRIT Award в номинации «Лучшая британская певица». Второй альбом Real Love не сравнялся с успехом первого, но четыре сингла вошли в топ-40 европейских чартов: «Change», «All Woman», «Time to Make You Mine» и «Set Your Loving Free». «All Woman» стала третьей песней Стэнсфилд, возглавлявшей чарт Billboard R&B Chart. Благодаря успеху песни альбом стал золотым.

## Личная жизнь
Певица замужем за английским музыкантом Йеном Девани.

## Дискография
| - 1989: Affection - 1991: Real Love - 1993: So Natural - 1997: Lisa Stansfield - 1999: Swing - 2001: Face Up - 2004: The Moment - 2014: Seven - 2018: Deeper | - 2003: Biography — The Greatest Hits - 2003: The Complete Collection |

### Синглы
| Год                                                         | Название                                     | Пиковые позиции в чартах | Пиковые позиции в чартах | Пиковые позиции в чартах | Пиковые позиции в чартах | Пиковые позиции в чартах | Пиковые позиции в чартах | Пиковые позиции в чартах | Пиковые позиции в чартах | Пиковые позиции в чартах | Пиковые позиции в чартах | Номинация                                                             | Альбом                       |
| Год                                                         | Название                                     | GB                       | AU                       | AT                       | BL                       | DE                       | IE                       | NL                       | US                       | US Dance                 | US R&B                   | Номинация                                                             | Альбом                       |
| ----------------------------------------------------------- | -------------------------------------------- | ------------------------ | ------------------------ | ------------------------ | ------------------------ | ------------------------ | ------------------------ | ------------------------ | ------------------------ | ------------------------ | ------------------------ | --------------------------------------------------------------------- | ---------------------------- |
| 1981                                                        | «Your Alibis»                                | —                        | —                        | —                        | —                        | —                        | —                        | —                        | —                        | —                        | —                        |                                                                       | Non-album single             |
| 1982                                                        | «The Only Way»                               | —                        | —                        | —                        | —                        | —                        | —                        | —                        | —                        | —                        | —                        |                                                                       | Non-album single             |
| 1983                                                        | «Listen to Your Heart»                       | —                        | —                        | —                        | —                        | —                        | —                        | —                        | —                        | —                        | —                        |                                                                       | Non-album single             |
| 1983                                                        | «I Got a Feeling»                            | —                        | —                        | —                        | —                        | —                        | —                        | —                        | —                        | —                        | —                        |                                                                       | Non-album single             |
| 1986                                                        | «Love Will Wait» (Blue Zone)                 | —                        | —                        | —                        | —                        | —                        | —                        | —                        | —                        | —                        | —                        |                                                                       | Non-album single             |
| 1986                                                        | «Finest Thing» (Blue Zone)                   | —                        | —                        | —                        | —                        | —                        | —                        | —                        | —                        | —                        | —                        |                                                                       | Non-album single             |
| 1987                                                        | «On Fire» (Blue Zone)                        | 99                       | —                        | —                        | —                        | —                        | —                        | 56                       | —                        | —                        | —                        |                                                                       | Big Thing                    |
| 1988                                                        | «Thinking About His Baby» (Blue Zone)        | 79                       | —                        | —                        | —                        | —                        | —                        | —                        | —                        | —                        | —                        |                                                                       | Big Thing                    |
| 1988                                                        | «Jackie» (Blue Zone)                         | —                        | —                        | —                        | —                        | —                        | —                        | —                        | 54                       | 37                       | —                        |                                                                       | Big Thing                    |
| 1989                                                        | «People Hold On» (with Coldcut)              | 11                       | —                        | —                        | 32                       | 24                       | —                        | 37                       | —                        | 6                        | —                        |                                                                       | What's That Noise?           |
| 1989                                                        | «This Is the Right Time»                     | 13                       | —                        | 20                       | —                        | 17                       | —                        | —                        | 21                       | 1                        | 13                       |                                                                       | Affection                    |
| 1989                                                        | «All Around the World»                       | 1                        | 9                        | 1                        | 1                        | 2                        | 3                        | 1                        | 3                        | 1                        | 1                        | - AU: Gold - AT: Gold - DE: Gold - SE: Gold - GB: Gold - US: Platinum | Affection                    |
| 1989                                                        | «Do They Know It’s Christmas?» (Band-Aid II) | 1                        | 30                       | —                        | 17                       | 74                       | 1                        | 18                       | —                        | —                        | —                        | - GB: Platinum                                                        | Non-album single             |
| 1990                                                        | «Live Together»                              | 10                       | 62                       | 30                       | 7                        | 23                       | 11                       | 5                        | —                        | —                        | —                        |                                                                       | Affection                    |
| 1990                                                        | «What Did I Do to You?»                      | 25                       | —                        | —                        | 37                       | 43                       | 20                       | 38                       | —                        | —                        | —                        |                                                                       | Affection                    |
| 1990                                                        | «You Can't Deny It»                          | —                        | —                        | —                        | —                        | —                        | —                        | —                        | 14                       | 2                        | 1                        |                                                                       | Affection                    |
| 1991                                                        | «Change»                                     | 10                       | 21                       | 24                       | 6                        | 13                       | 17                       | 7                        | 27                       | 1                        | 12                       |                                                                       | Real Love                    |
| 1991                                                        | «All Woman»                                  | 20                       | 52                       | —                        | 28                       | —                        | —                        | 21                       | 56                       | —                        | 1                        |                                                                       | Real Love                    |
| 1992                                                        | «Time to Make You Mine»                      | 14                       | —                        | —                        | 47                       | —                        | —                        | 47                       | —                        | —                        | —                        |                                                                       | Real Love                    |
| 1992                                                        | «Everything Will Get Better»                 | —                        | —                        | —                        | —                        | —                        | —                        | —                        | —                        | 36                       | —                        |                                                                       | «All Woman»                  |
| 1992                                                        | «Set Your Loving Free»                       | 28                       | —                        | —                        | —                        | 42                       | —                        | 36                       | —                        | 20                       | —                        |                                                                       | Real Love                    |
| 1992                                                        | «A Little More Love»                         | —                        | —                        | —                        | —                        | —                        | —                        | —                        | —                        | —                        | 30                       |                                                                       | Real Love                    |
| 1992                                                        | «Someday (I'm Coming Back)»                  | 10                       | —                        | —                        | 39                       | 51                       | 16                       | 30                       | —                        | —                        | —                        |                                                                       | The Bodyguard                |
| 1993                                                        | «In All the Right Places»                    | 8                        | —                        | —                        | —                        | 63                       | 8                        | 20                       | —                        | —                        | —                        |                                                                       | So Natural                   |
| 1993                                                        | «So Natural»                                 | 15                       | 69                       | —                        | —                        | 67                       | —                        | 47                       | —                        | —                        | —                        |                                                                       | So Natural                   |
| 1993                                                        | «Little Bit of Heaven»                       | 32                       | —                        | —                        | —                        | 54                       | —                        | —                        | —                        | —                        | —                        |                                                                       | So Natural                   |
| 1994                                                        | «Make It Right»                              | —                        | —                        | —                        | —                        | —                        | —                        | —                        | —                        | 46                       | 64                       |                                                                       | Beverly Hills 90210          |
| 1994                                                        | «Dream Away» (with Babyface)                 | —                        | —                        | —                        | —                        | —                        | —                        | —                        | 109                      | —                        | 80                       |                                                                       | The Pagemaster               |
| 1997                                                        | «People Hold On» (The Bootleg Mixes)         | 4                        | 89                       | —                        | 40                       | —                        | 15                       | 71                       | —                        | 1                        | —                        |                                                                       | Lisa Stansfield              |
| 1997                                                        | «The Real Thing»                             | 9                        | —                        | —                        | 29                       | 57                       | —                        | 61                       | —                        | —                        | —                        |                                                                       | Lisa Stansfield              |
| 1997                                                        | «Never, Never Gonna Give You Up»             | 25                       | —                        | —                        | —                        | 74                       | —                        | —                        | 74                       | 1                        | 38                       |                                                                       | Lisa Stansfield              |
| 1997                                                        | «The Line»                                   | 64                       | —                        | —                        | —                        | —                        | —                        | —                        | —                        | —                        | —                        |                                                                       | Lisa Stansfield              |
| 1997                                                        | «Never Gonna Fall»                           | —                        | —                        | —                        | —                        | —                        | —                        | —                        | —                        | 1                        | —                        |                                                                       | Lisa Stansfield              |
| 1997                                                        | «Don't Cry for Me»                           | —                        | —                        | —                        | —                        | —                        | —                        | —                        | —                        | —                        | —                        |                                                                       | Lisa Stansfield              |
| 1998                                                        | «I’m Leavin'»                                | —                        | —                        | —                        | —                        | —                        | —                        | —                        | —                        | 1                        | —                        |                                                                       | Lisa Stansfield              |
| 1999                                                        | «The Longer We Make Love» (with Barry White) | —                        | —                        | —                        | —                        | —                        | —                        | —                        | —                        | —                        | —                        |                                                                       | Staying Power                |
| 2001                                                        | «Let's Just Call It Love»                    | 48                       | —                        | —                        | —                        | —                        | —                        | —                        | —                        | —                        | —                        |                                                                       | Face Up                      |
| 2001                                                        | «8-3-1»                                      | —                        | —                        | —                        | —                        | —                        | —                        | —                        | —                        | —                        | —                        |                                                                       | Face Up                      |
| 2003                                                        | «All Around the World» (Norty Cotto Mixes)   | —                        | —                        | —                        | —                        | —                        | —                        | —                        | —                        | 34                       | —                        |                                                                       | Biography: The Greatest Hits |
| 2004                                                        | «Too Hot» (with Kool & the Gang)             | —                        | —                        | —                        | —                        | —                        | —                        | —                        | —                        | —                        | —                        |                                                                       | The Hits: Reloaded           |
| 2004                                                        | «Easier»                                     | —                        | —                        | —                        | —                        | —                        | —                        | —                        | —                        | —                        | —                        |                                                                       | The Moment                   |
| 2005                                                        | «Treat Me Like a Woman»                      | —                        | —                        | 36                       | —                        | 43                       | —                        | —                        | —                        | —                        | —                        |                                                                       | The Moment                   |
| 2005                                                        | «If I Hadn't Got You»                        | —                        | —                        | 54                       | —                        | 66                       | —                        | —                        | —                        | —                        | —                        |                                                                       | The Moment                   |
| 2005                                                        | «He Touches Me»                              | —                        | —                        | —                        | —                        | —                        | —                        | —                        | —                        | —                        | —                        |                                                                       | The Moment                   |
| 2013                                                        | «Can't Dance»                                |                          |                          |                          |                          |                          |                          |                          |                          |                          |                          |                                                                       | Seven                        |
| 2014                                                        | «Carry On»                                   |                          |                          |                          |                          |                          |                          |                          |                          |                          |                          |                                                                       | Seven                        |
| 2014                                                        | «So Be It»                                   |                          |                          |                          |                          |                          |                          |                          |                          |                          |                          |                                                                       | Seven                        |
| 2014                                                        | «There Goes My Heart»                        |                          |                          |                          |                          |                          |                          |                          |                          |                          |                          |                                                                       | Seven+                       |
| 2018                                                        | «Billionaire»                                |                          |                          |                          |                          |                          |                          |                          |                          |                          |                          |                                                                       | Deeper                       |
| 2018                                                        | «Never Ever»                                 |                          |                          |                          |                          |                          |                          |                          |                          |                          |                          |                                                                       | Deeper                       |
| «—» denotes releases that did not chart or was not released |                                              |                          |                          |                          |                          |                          |                          |                          |                          |                          |                          |                                                                       |                              |